# Anacanthella
Anacanthella är ett släkte av tvåvingar. Anacanthella ingår i familjen vapenflugor.
Kladogram enligt Catalogue of Life:
| Anacanthella | \| \| Anacanthella angustifrons \| \| \| \| \| \| Anacanthella splendens \| \| \| \| |
|              | \| \| Anacanthella angustifrons \| \| \| \| \| \| Anacanthella splendens \| \| \| \| |
|              | Anacanthella angustifrons                                                            |
|              |                                                                                      |
|              | Anacanthella splendens                                                               |
|              |                                                                                      |